# Chór mieszany „Harmonia” w Bydgoszczy

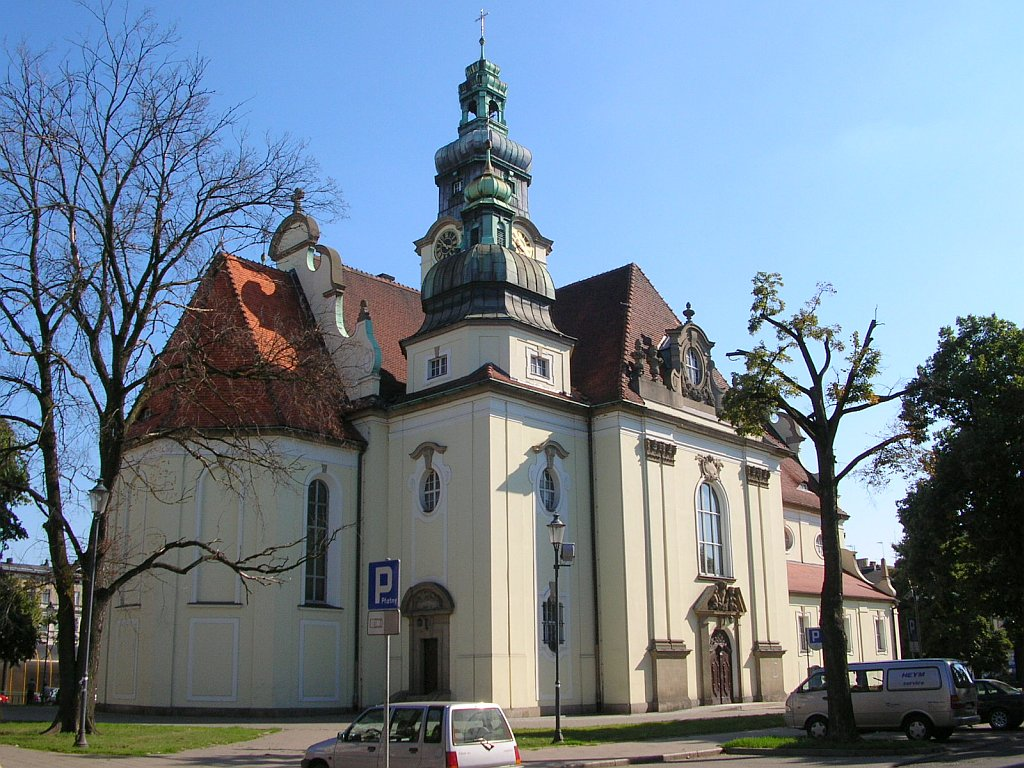
Kościół Najświętszego Serca Pana Jezusa w Bydgoszczy

Chór mieszany „Harmonia” w Bydgoszczy – polski chór mieszany w Bydgoszczy.

## Charakterystyka
„Harmonia” jest chórem kościelno-świeckim działającym pod patronatem parafii Najświętszego Serca Pana Jezusa w Bydgoszczy. Zrzesza członków z różnych zakątków Bydgoszczy. Chór śpiewa w kościołach bydgoskich oraz bierze udział w różnorodnych zjazdach i festiwalach chóralnych. „Harmonia” jest członkiem bydgoskiego oddziału Polskiego Związku Chórów i Orkiestr.

## Historia
Chór założono 7 maja 1920 r. pod nazwą „Towarzystwo Śpiewu Harmonia”. Jego inicjatorem był proboszcz parafii Najświętszego Serca Pana Jezusa w Bydgoszczy ks. Narcyz Putz – obecnie Błogosławiony Kościoła Katolickiego. Prezesem chóru został ks. Narcyz Putz, a dyrygentem Mikołaj Karaśkiewicz. Kiedy w 1921 r. batutę przejął Leon Jaworski, zespół liczył 172 członków.
W dwudziestoleciu międzywojennym chór uczestniczył w życiu kulturalnym miasta i regionu, zdobywając wiele nagród i wyróżnień. Na Zjeździe Pomorskich Kół Śpiewaczych w Toruniu w 1923 r. zdobył pierwszą nagrodę, a rok później na zjeździe w Wyrzysku „nagrodę miejscową”. Leon Jaworski dyrygował chórem przez 17 lat i był to okres największych sukcesów tego zespołu. 
W 1941 r. Niemcy rozwiązali chór. Jego reaktywacja nastąpiła w 1945 r. pod dyrekcją Szczepana Jankowskiego. Podczas konkursu 33 chórów z okazji 600-lecia nadania praw miejskich Bydgoszczy w 1946 r., „Harmonia” zdobyła 7. miejsce. W 1953 r. zespół zakwalifikowano do I kategorii chórów. Chór śpiewał na uroczystościach kościelnych, państwowych i środowiskowych.
W latach 1961–1965 patronat nad zespołem sprawowały Zakłady Radiowe „Eltra”, w latach 1965–1990 Państwowe Zakłady Przemysłu Skórzanego „Kobra”. W 1998 r. chór powrócił pod patronat macierzystej parafii w Śródmieściu Bydgoszczy. W okresie powojennym przez wiele lat dyrygentem chóru był Witold Bronicki. Od 1990 r. kierownictwo sprawowała Halina Wiącek, a od maja 2001 r. Magdalena Opalińska.

## Nagrody
- I miejsce i Puchar Marszałka Województwa w kategorii chórów mieszanych w VIII konkursie Chórów Województwa Kujawsko- Pomorskiego w Chełmży (2006).